# Hymenelia heteromorpha
Hymenelia heteromorpha är en lavart som först beskrevs av Kremp., och fick sitt nu gällande namn av Lutzoni. Hymenelia heteromorpha ingår i släktet Hymenelia och familjen Hymeneliaceae.  Arten är reproducerande i Sverige. Inga underarter finns listade i Catalogue of Life.